# Сунновей
Сунновей (лат. Sunnoveus; умер 30 сентября между 620 и 627) — епископ Кёльна в 620-е годы.

## Биография
О происхождении и ранних годах жизни Сунновея сведений не сохранилось. В списках глав Кёльнской архиепархии он указан преемником Солатия (упоминается в 614 году) и предшественником Ремедия (упоминается в 627 году). Его нахождение на епископской кафедре в Кёльне датируется приблизительно 620 годом.
Год смерти Сунновея неизвестен, но он должен был умереть между 620 и 627 годами, когда епископом уже был Ремедий. Упоминается только день этого события — 30 сентября.